# Flakbatterie Geniusbank

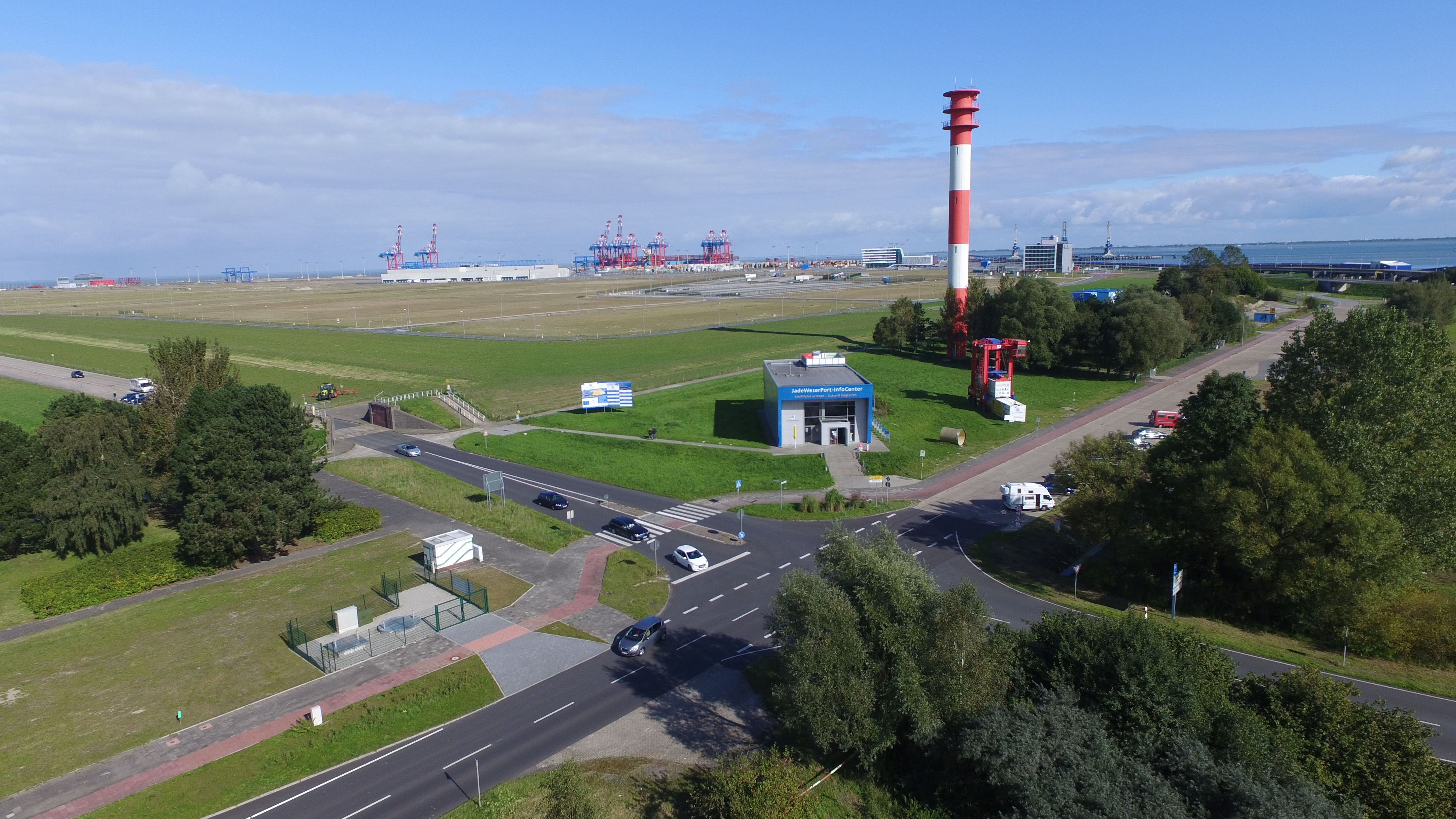
Die Flakbatterie Geniusbank befand sich im rechten Bildausschnitt hinter dem Leuchtturm.

Die schwere Flakbatterie Geniusbank war im Zweiten Weltkrieg eine verbunkerte Stellung der Marine-Flak in Wilhelmshaven.

## Lage und Aufbau
Die Batterie war am östlichen Ende des Geniusbankdeiches gebaut worden. Die Anlage bestand aus vier Geschützstellungen die um einen zentralen Leitstand angeordnet wurden. Die später errichteten neuen 12,8-cm Geschützbettungen befanden sich direkt neben den alten. Östlich der Anlage befand sich ein Radar vom Typ Würzburg, ein Löschwasserteich, ein 2-cm-Flakvierling zum Eigenschutz sowie ein Gebäude mit Gemeinschaftsraum und Kantine. Westlich der Batterie stand eine Wirtschaftsbaracke, ein unterirdischer Maschinenbunker, Wassertanks, ein Munitionsbunker und der Leitstand 2.

## Organisatorische Eingliederung

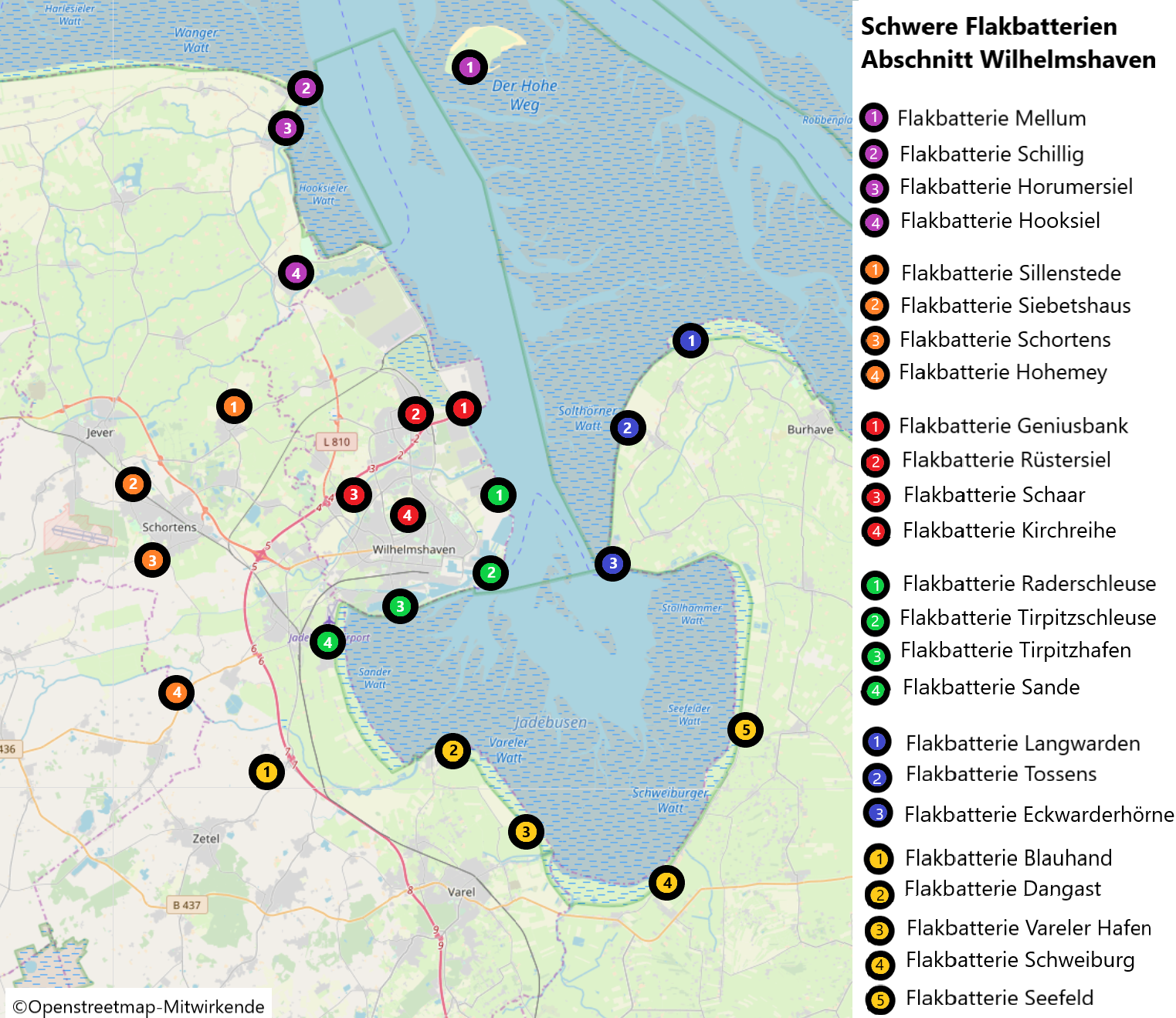
Position der Flakbatterien im Abschnitt Wilhelmshaven

Für die Küstenverteidigung war der Küstenbefehlshaber Deutsche Bucht verantwortlich. Die Batterie gehörte als Teil der II. Marineflakbrigade zum Abschnitt Wilhelmshaven. Die Flakbatterie gehörte zur Marineflakabteilung 212, deren Flakuntergruppenkommando Mitte an der Fortifikationsstraße in Wilhelmshaven lag.

## Geschichte
Die Batterie bestand aus vier Geschützen mit Kaliber 10,5-cm, die in einem unterirdischen Bunkersystem untergebracht wurden. Die Anlage war baugleich mit der an der Flakbatterie Tirpitzschleuse. Die Anlage entstand wahrscheinlich zeitlich mit der an der Tipitzschleuse. Im Juli 1943 wurde mit der Umrüstung der Batterie auf 12,8-cm vom Typ Flak 40 M begonnen. Da diese Geschütze viel größer waren, mussten neue Geschützbettungen geschaffen werden. Der Bau dieser Bettungen war Anfang September 1943 abgeschlossen. Aufgrund des losen Sandes auf der Geniusbank konnte die Umrüstung erst am 25. November 1943 gefechtsbereit gemeldet werden. Am 3. Februar 1944 kam es aufgrund technischer Störungen während eines Luftangriffs auf Wilhelmshaven zu einem Ausfall von drei Geschützen der Batterie.
Die Überreste des Flakbatterie Geniusbank befinden sich heute zum Teil unter dem aufgespülten Sand des Jade-Weser-Ports. Andere Teile befinden sich in einem nicht zugänglichen Buschwerk neben dem Oberfeuer Voslapp.